# Lochmaben
Lochmaben är en ort i Storbritannien.   Den ligger i kommunen Dumfries and Galloway och riksdelen Skottland, i den centrala delen av landet, 500 km nordväst om huvudstaden London. Lochmaben ligger 57 meter över havet och antalet invånare är 1 910.
Terrängen runt Lochmaben är kuperad söderut, men norrut är den platt. Runt Lochmaben är det glesbefolkat, med 20 invånare per kvadratkilometer. Närmaste större samhälle är Dumfries, 12,6 km sydväst om Lochmaben. Trakten runt Lochmaben består i huvudsak av gräsmarker.